# Lesley Charles
Lesley Charles (Worcester, 15 luglio 1952) è un'ex tennista britannica.

## Carriera
In carriera ha vinto 5 titoli di doppio. Nei tornei del Grande Slam ha ottenuto il suo miglior risultato raggiungendo la finale di doppio misto a Wimbledon nel 1974, in coppia con il connazionale Mark Farrell.

## Statistiche

### Doppio

#### Vittorie (5)
| Numero | Anno            | Torneo                                        | Superficie  | Compagna     | Avversarie in finale                  | Punteggio     |
| 1.     | 21 maggio 1973  | Surrey Grass Court Championships, Guildford   | Terra rossa | Glynis Coles | Patti Hogan Sharon Walsh              | condiviso     |
| 2.     | 26 agosto 1974  | Virginia Slims of Newport, Newport            | Erba        | Sue Mappin   | Gail Sherriff Chanfreau Julie Heldman | 6-2, 7-5      |
| 3.     | 13 ottobre 1974 | Melia Trophy, Madrid                          |             | Sue Mappin   | Cora Creydt Helga Masthoff            | 6-2, ritiro   |
| 4.     | 3 novembre 1974 | Welsh International Open, Cardiff             | Terra rossa | Sue Mappin   | Jackie Fayter Joyce Hume              | 3-6, 6-2, 6-2 |
| 5.     | 19 maggio 1975  | British Hard Court Championships, Bournemouth | Terra rossa | Sue Mappin   | Linky Boshoff Greer Stevens           | 6-3, 6-3      |

#### Finali perse (3)
| Numero | Anno             | Torneo                                        | Superficie  | Compagna      | Avversarie in finale           | Punteggio     |
| 1.     | 17 novembre 1974 | Bremar Cup, Londra                            |             | Sue Mappin    | Virginia Wade Sharon Walsh     | 2-6, 7-6, 2-6 |
| 2.     | 17 maggio 1976   | British Hard Court Championships, Bournemouth |             | Sue Mappin    | Linky Boshoff Ilana Kloss      | 3-6, 2-6      |
| 3.     | 18 luglio 1977   | WTA Austrian Open, Kitzbühel                  | Terra rossa | Jackie Fayter | Helen Gourlay-Cawley Rayni Fox | 1-6, 4-6      |

### Doppio misto

#### Finali perse (1)
| Numero | Anno | Torneo            | Superficie | Compagno     | Avversari in finale            | Punteggio |
| 1.     | 1974 | Wimbledon, Londra | Erba       | Mark Farrell | Owen Davidson Billie Jean King | 3-6, 7-9  |

### Risultati in progressione
| Sigla | Risultato               |
| ----- | ----------------------- |
| V     | Vincitore               |
| F     | Finalista               |
| SF    | Semifinalista           |
| O     | Oro olimpico            |
| A     | Argento olimpico        |
| SF    | Bronzo olimpico         |
| QF    | Quarti di Finale        |
| 4T    | Quarto turno            |
| 3T    | Terzo turno             |
| 2T    | Secondo turno           |
| 1T    | Primo turno             |
| RR    | Round Robin             |
| LQ    | Turno di qualificazione |
| A     | Assente                 |
| ND    | Non disputato           |

| Legenda superfici    |
| -------------------- |
| Cemento              |
| Terra battuta        |
| Erba                 |
| Superficie variabile |

#### Singolare nei tornei del Grande Slam
| Torneo          | 1972 | 1973 | 1974 | 1975 | 1976 | 1977 | 1977 | 1978 | 1979 | 1980 | 1981 |
| --------------- | ---- | ---- | ---- | ---- | ---- | ---- | ---- | ---- | ---- | ---- | ---- |
| Australian Open | A    | 3T   | A    | 3T   | A    | A    | A    | A    | A    | A    | A    |
| Open di Francia | A    | A    | A    | 1T   | A    | 2T   | 2T   | A    | A    | A    | A    |
| Wimbledon       | 2T   | 2T   | 4T   | 3T   | 1T   | 3T   | 3T   | 2T   | 1T   | 2T   | 1T   |
| US Open         | A    | A    | 1T   | 1T   | A    | 1T   | 1T   | A    | A    | A    | A    |

#### Doppio nei tornei del Grande Slam
| Torneo          | 1971 | 1972 | 1973 | 1974 | 1975 | 1976 | 1977 | 1977 | 1978 | 1979 | 1980 | 1981 |
| --------------- | ---- | ---- | ---- | ---- | ---- | ---- | ---- | ---- | ---- | ---- | ---- | ---- |
| Australian Open | A    | A    | QF   | A    | QF   | A    | A    | A    | A    | A    | A    | A    |
| Open di Francia | A    | A    | A    | A    | 2T   | A    | SF   | SF   | A    | A    | A    | A    |
| Wimbledon       | 1T   | 3T   | 2T   | QF   | 3T   | SF   | SF   | SF   | 3T   | 1T   | 2T   | 1T   |
| US Open         | A    | A    | 1T   | 2T   | 2T   | A    | QF   | QF   | A    | A    | A    | A    |

#### Doppio misto nei tornei del Grande Slam
| Torneo          | 1972 | 1973 | 1974 | 1975 | 1976 | 1977 | 1977 | 1978 | 1979 | 1980 | 1981 |
| --------------- | ---- | ---- | ---- | ---- | ---- | ---- | ---- | ---- | ---- | ---- | ---- |
| Australian Open | ND   | ND   | ND   | ND   | ND   | ND   | ND   | ND   | ND   | ND   | ND   |
| Open di Francia | A    | A    | A    | A    | A    | A    | A    | A    | A    | A    | A    |
| Wimbledon       | 2T   | 2T   | F    | 1T   | QF   | 1T   | 1T   | QF   | QF   | 2T   | QF   |
| US Open         | A    | 1T   | QF   | A    | A    | A    | A    | A    | A    | A    | A    |